# Font Awesome
Font Awesomeとは、CSSとLESSをベースとしたフォントとアイコンのツールキットである。2024年現在、Font Awesomeはサードパーティのフォントスクリプトを使用するウェブサイトのうち25.4%で使用されており、Google Fontsに次ぐ2位に位置している。

## 歴史
Font AwesomeはDave GandyによってBootstrapで使用するために開発された。Font AwesomeはBootstrapCDNからダウンロードできる。
Font Awesome 5は2017年12月7日に1,278個のアイコンと共に公開された。バージョン5にはFont Awesome Freeと年間99米ドルで利用できるプロプライエタリのFont Awesome Proの2つのパッケージがある。フリー版（バージョン4までの全てのバージョンとバージョン5とバージョン6のFont Awesome Free）は、SIL Open Font License 1.1、Creative Commons Attribution 4.0、MIT Licenseの下で利用できる。
Font Awesome 6は2022年2月に公開された最新版である。利用者は独自のアイコンをアップロードして、Font Awesome 5の既存のアイコンに加えて更に多くのアイコンを受け取ることができる。
2022年3月16日、Font AwesomeはFont Awesome 6.1.0の人道的アイコンについて国際連合人道問題調整事務所（英語: United Nations Office for the Coordination of Humanitarian Affairs、OCHA）とのコラボレーションを発表した。
Font AwesomeはDuotoneフォントファミリーとSharp Duotoneフォントファミリーの両方の残りのDuotoneスタイルを公開した。Font Awesome Pro Lite、Pro、Pro Maxの価格は2025年以降それぞれ年間49ドル、99ドル、499ドルから60ドル、120ドル、600ドルに値上げされる。